# Sarah Chan
Pour les articles homonymes, voir Chan.
Sarah Zeinab Chan est une joueuse de basket-ball professionnelle et recruteuse de joueurs sud-soudanaise, née le 26 avril 1986 au Soudan.
Après une enfance au Soudan puis au Kenya, elle étudie à l'Union University (en) de Jackson dans le Tennessee avant de poursuivre sa carrière de basketteuse professionnelle en Europe puis en Afrique.
Elle devient dépisteuse en cheffe en Afrique pour les Raptors de Toronto de la National Basketball Association (NBA). Elle est également la fondatrice de Home At Home/Apediet Foundation, une organisation non gouvernementale qui lutte contre le mariage des enfants et prône le sport et l'éducation pour les filles.  
En 2022, Sarah Chan est nommée sur la liste BBC 100 Women.

## Jeunesse et études
Sarah Chan est née le 26 avril 1986. Elle grandit à Khartoum alors que la seconde guerre civile sévit au Soudan. Elle vit avec ses parents, ses deux frères aînés et sa sœur cadette aux côtés d'autres familles dans une propriété en terre et en brique,. 
En août 1998, sa famille s'enfuit à Nairobi, au Kenya où ses parents ont reçu une bourse universitaire pour étudier la théologie et couvrir ses frais de scolarité ainsi que ceux de sa sœur,. Sarah Chan y découvre le sport en 2004 à Laiser Hill High School et excelle rapidement au basketball. 
En 2007, elle s'envole pour les États-Unis et l'Université Union à Jackson dans le Tennessee où elle a obtenu une bourse de basket-ball. Elle y étudie les sciences politiques et l'histoire et participe au programme de l'Association nationale d'athlétisme intercollégial (NAIA) de l'école.  
Après une carrière de basketteuse professionnelle en Europe et en Afrique, elle retourne à Nairobi en 2015 où elle reprend ses études en Master à l'United States International University Africa (USIU). Elle étudie la paix et les conflits.
Sarah Chan parle anglais, swahili, arabe et dinka.

## Carrière sportive
Sarah Chan mesure 1,93 m et joue au poste d’ailière,. Durant son année séniore universitaire, elle est nommée dans la NAIA all-tournament team (équipe type de la NAIA) et dans la première équipe NAIA All-American. En quatre saisons à l'Université Union, elle marque 1 892 points et prend 1 112 rebonds.
Elle participe aux tests du Fever de l'Indiana, franchise de la Women's National Basketball Association, mais n'est pas sélectionnée.
Sarah Chan poursuit sa carrière professionnelle en Espagne et au Portugal, ainsi qu'en Tunisie, en Angola et au Mozambique. 
En 2015, elle retourne au Kenya où elle joue pour l'United States International University Africa (USIU), l'université internationale des États-Unis en Afrique. L'équipe est classée dixième sur douze mais Sarah Chan brille individuellement, terminant meilleure marqueuse et rebondeuse du championnat. Elle est retenue dans le All-Star Five (cinq majeur) de la Coupe d'Afrique féminine des clubs champions de basket-ball 2015. Elle participe également à la Coupe d'Afrique féminine des clubs champions de basket-ball 2017.

## Détecteuse de joueurs
Sarah Chan rencontre Masai Ujiri le président des Raptors de Toronto en 2017 au Kenya alors qu'elle est l'une des entraineuses du camp de basket-ball des Géants d'Afrique. Il l'embauche comme détecteuse (scout) et associée au développement du basket-ball. Elle parcourt l'Afrique pour recruter des talents pour les Raptors. Elle convainc Masai Ujiri d'organiser des camps Giants of Africa à Djouba, au Soudan du Sud et à Mogadiscio, en Somalie, pour offrir aux filles l'opportunité d'essayer le basket. Elle est la première femme à gérer la détection de talents pour une franchise de la NBA.

## Fondation Home At Home / Apediet
Sarah Chan a créé la Home At Home / Apediet Foundation, une organisation caritative non gouvernementale de mentorat pour lutter contre le mariage des enfants et prôner l'éducation et le sport. Elle porte le nom de sa mère,.

## Distinction
En 2022, Sarah Chan est nommée sur la liste BBC 100 Women.